# Amphibulus flavipes
Amphibulus flavipes är en stekelart som beskrevs av Luhman 1991. Amphibulus flavipes ingår i släktet Amphibulus och familjen brokparasitsteklar. Inga underarter finns listade i Catalogue of Life.